# Tarsomys
Tarsomys es un género de roedores miomorfos de la familia Muridae. Son endémicos de Mindanao (Filipinas).

## Especies
Se reconocen las siguientes:
- Tarsomys apoensis Mearns, 1905
- Tarsomys echinatus Musser & Heaney, 1992